# Arthrinium fuckelii
Arthrinium fuckelii är en svampart som beskrevs av Gjaerum 1967. Arthrinium fuckelii ingår i släktet Arthrinium och familjen Apiosporaceae.   Inga underarter finns listade i Catalogue of Life.